# Turion 64 X2
Turion 64 X2 è una CPU prodotta da AMD e introdotta nel 2006 per il mercato dei computer portatili.
Caratteristiche principali comuni a queste CPU sono: 
- Bassa dissipazione termica
- La presenza di due processori indipendenti
- Supporto alle memorie DDR2
- Processo costruttivo a 90 nanometri (Core Lancaster)
- Supporto 64 bit grazie alla tecnologia AMD64
- Tecnologia HyperTransport
- Supporto alla tecnologia NX-bit

## Socket S1 e memorie DDR2
Con il Turion 64 x2 AMD ha introdotto anche il nuovo socket S1 che introduce il supporto alle ddr2 anche per i processori portatili. Al contrario il predecessore single core turion 64 supporta le classiche ddr.
Il nuovo socket S1 ha 638 pin, contro i 754 del predecessore, ma le vere novità consistono nel supporto alle memorie ddr2 e alla modalità dual channel di queste ultime che si traducono in una banda passante più che raddoppiata rispetto all'accoppiata ddr + single channel (accoppiata utilizzata dal turion 64 single core)
Le modalità di frequenza di ddr2 supportate sono 400 MHz, 533 MHz e 667 MHz. È necessario parlare di "modalità di frequenza" e non di frequenza pura perché negli athlon 64 (per via del memory controller integrato) la frequenza della memoria è calcolata dividendo la frequenza del processore per un numero intero positivo; di conseguenza in alcuni casi a una determinata "modalità di frequenza" corrisponderà una frequenza effettiva della memoria ram minore.
| Modello Turion 64 X2 | Frequenza processore | Modalità DDR2 | Frequenza memoria effettiva | Banda passante |
| -------------------- | -------------------- | ------------- | --------------------------- | -------------- |
| TL-66                | 2300 MHz             |               |                             | 12,8 GByte/s   |
| TL-64                | 2200 MHz             |               |                             | 12,8 GByte/s   |
| TL-64                | 2200 MHz             | 667           | (2200/7) * 2= 628 MHZ       |                |
| TL-60                | 2000 MHz             | 667           | (2000/6) * 2 = 667 MHz      | 10667 Mb/s     |
| TL-60                | 2000 MHz             | 533           | (2000/8) * 2 = 500 MHz      | 8000 Mb/s      |
| TL-60                | 2000 MHz             | 400           | (2000/10) * 2 = 400 MHz     | 6400 Mb/s      |
| TL-56                | 1800 MHz             | 667           | (1800/6) * 2 = 600 MHz      | 9600 Mb/s      |
| TL-56                | 1800 MHz             | 533           | (1800/7) * 2 = 514 MHz      | 8225 Mb/s      |
| TL-56                | 1800 MHz             | 400           | (1800/9) * 2 = 400 MHz      | 6400 Mb/s      |
| TL-50/ TL-52         | 1600 MHz             | 667           | (1600/5) * 2 = 640 MHz      | 10240 Mb/s     |
| TL-50/ TL-52         | 1600 MHz             | 533           | (1600/6) * 2 = 533 MHz      | 8533 Mb/s      |
| TL-50/ TL-52         | 1600 MHz             | 400           | (1600/8) * 2 = 400 MHz      | 6400 Mb/s      |

## Versioni

### TL
| Model Number | Frequenza della CPU | Cache L2   | Bus HyperTransport | Moltiplicatore | Socket    |
| ------------ | ------------------- | ---------- | ------------------ | -------------- | --------- |
| TL-50        | 1,60 GHz            | 2 x 256 kB | 800 MHz            | 8x             | Socket S1 |
| TL-52        | 1,60 GHz            | 2 x 512 kB | 800 MHz            | 8x             | Socket S1 |
| TL-56        | 1,80 GHz            | 2 x 512 kB | 800 MHz            | 9x             | Socket S1 |
| TL-60        | 2,00 GHz            | 2 x 512 kB | 800 MHz            | 10x            | Socket S1 |

## Turion Neo X2
Turion Neo X2 è una CPU prodotta da AMD ed introdotta nel settembre del 2009 per il mercato degli ultraportatili.
Caratteristiche principali del modello L625: 
- Bassissima dissipazione termica (TDP 18 W)
- Presenza di architettura dual-core nativa
- Supporto alle memorie DDR2
- Frequenza 1600 MHz
- Cache L2 (Totale) 1000 kB
- Velocità del bus di sistema 1600 MHz
- Processo produttivo a 65 nanometri
- Socket ASB1
- Supporto 64 bit grazie alla tecnologia AMD64
- Tecnologia HyperTransport
- Piattaforma "Congo".

## Turion II X2 & Turion II Ultra X2
Turion II X2 e Turion II Ultra X2 sono CPU prodotte da AMD ed introdotte nel settembre del 2009 per il mercato dei computer portatili.
Caratteristiche principali comuni a queste CPU sono: 
- Bassa dissipazione termica (TDP 35 W)
- Presenza di architettura dual-core nativa
- Supporto alle memorie DDR2
- Processo produttivo a 45 nanometri
- Socket S1
- Supporto 64 bit grazie alla tecnologia AMD64
- Tecnologia HyperTransport
- Piattaforma "Tigris"

Schede tecniche dei processori:
| Processore                                 | Modello | Frequenza processore | Cache L2 (Totale) | Velocità del bus di sistema |
| ------------------------------------------ | ------- | -------------------- | ----------------- | --------------------------- |
| Turion II Dual-Core Mobile Processor       | M500    | 2200 MHz             | 1000 kB           | 3600 MHz                    |
| Turion II Dual-Core Mobile Processor       | M520    | 2300 MHz             | 1000 kB           | 3600 MHz                    |
| Turion II Ultra Dual-Core Mobile Processor | M600    | 2400 MHz             | 2000 kB           | 3600 MHz                    |
| Turion II Ultra Dual-Core Mobile Processor | M620    | 2500 MHz             | 2000 kB           | 3600 MHz                    |
| Turion II Ultra Dual-Core Mobile Processor | M640    | 2600 MHz             | 2000 kB           | 3600 MHz                    |
| Turion II Ultra Dual-Core Mobile Processor | M660    | 2700 MHz             | 2000 kB           | 3600 MHz                    |